# گریت میل (مریلند)
گریت میل (به انگلیسی: Garretts Mill) شهری در ایالت مریلند کشور ایالات متحده آمریکا است که جمعیت آن در سرشماری سال ۲۰۱۰ میلادی، ۲۳۴ نفر بوده‌است.